# Phân họ Mơ trân châu
Phân họ Mơ trân châu (danh pháp khoa học: Spiraeoideae) là một phân họ của thực vật có hoa thuộc họ Hoa hồng (Rosaceae).
Phần lớn các loài trong phân họ này là cây bụi, nhưng có một số là cây thân thảo. Phần lớn các loài có lá đơn, nhưng các chi Aruncus và Sorbaria thì có lá kép lông chim. Các lá noãn khác biệt và ít (2-5). Phần lớn các thành viên của phân họ Spiraeoideae sinh ra hoa mà trong quá trình kết hạt và khi thuần thục tạo ra quả là sự kết hợp của các quả đại.
Các dữ liệu nghiên cứu phân tử gần đây chỉ ra rằng phân họ truyền thống Maloideae với quả dạng quả táo và phân họ truyền thống Prunoideae/Amygdaloideae với quả dạng quả hạch nên được gộp trong phạm vi phân họ Spiraeoideae, tương ứng như là phân tông Pyrinae và tông Amygdaleae.

## Các chi
Phân loại truyền thống đặt các chi sau trong phân họ này:
- Aruncus
- Eriogynia
- Euphronia: Nay tách ra thành họ Euphroniaceae trong bộ Malpighiales.
- Exochorda
- Gillenia
- Holodiscus
- Kageneckia
- Lindleya
- Neillia
- Physocarpus
- Quillaja: Nay tách ra thành họ Quillajaceae trong bộ Fabales.
- Sibiraea
- Spiraea
- Spiraeanthus
- Sorbaria
- Stephanandra
- Vauquelinia

Phân loại gần đây phân chia các chi sau trong các siêu tông, tông, phân tông trong phân họ này như này:
Phân họ Spiraeoideae C. Agardh, 1825
- Lyonothamnus
- Tông Amygdaleae
  - Prunus (bao gồm cả Amygdalus, Armeniaca, Cerasus, Laurocerasus, Maddenia, Padus, Pygeum)
- Tông Neillieae
  - Neillia (bao gồm cả Stephanandra)
  - Physocarpus
- Tông Sorbarieae
  - Adenostoma
  - Chamaebatiaria
  - Sorbaria
  - Spiraeanthus
- Tông Spiraeeae
  - Aruncus
  - Holodiscus
  - Kelseya
  - Luetkea = Eriogynia
  - Pentactina?
  - Petrophyton
  - Sibiraea
  - Spiraea
  - Xerospiraea
- Siêu tông Kerriodae
  - Tông Osmaronieae
    - Exochorda
    - Oemleria
    - Prinsepia (bao gồm cả Plagiospermum)

  - Tông Kerrieae
    - Coleogyne
    - Kerria
    - Neviusia
    - Rhodotypos
- Siêu tông Pyrodae
  - Gillenia
  - Tông Pyreae
    - Kageneckia
    - Lindleya
    - Vauquelinia
    - Phân tông Pyrinae = Maloideae Schulze-Menz, 1964
      - Amelanchier
      - Aria, tại Wiki coi là phân chi của chi Sorbus
      - Aronia
      - Chaenomeles
      - Chamaemeles
      - Chamaemespilus, tại Wiki coi là phân chi của chi Sorbus
      - Cormus, tại Wiki coi là phân chi của chi Sorbus
      - Cotoneaster
      - Crataegus
      - Cydonia
      - Dichotomanthes
      - Docynia
      - Docyniopsis
      - Eriobotrya
      - Eriolobus
      - Hesperomeles
      - Heteromeles
      - Malacomeles
      - Malus
      - Mespilus
      - Osteomeles
      - Peraphyllum
      - Photinia
      - Pseudocydonia
      - Pyracantha
      - Pyrus
      - Rhaphiolepis
      - Sorbus
      - Stranvaesia
      - Torminalis, tại Wiki coi là phân chi Torminaria của chi Sorbus

## Một vài loài
- Râu dê, Aruncus dioicus
- Mơ trân châu giả, Sorbaria sorbifolia

## Hình ảnh

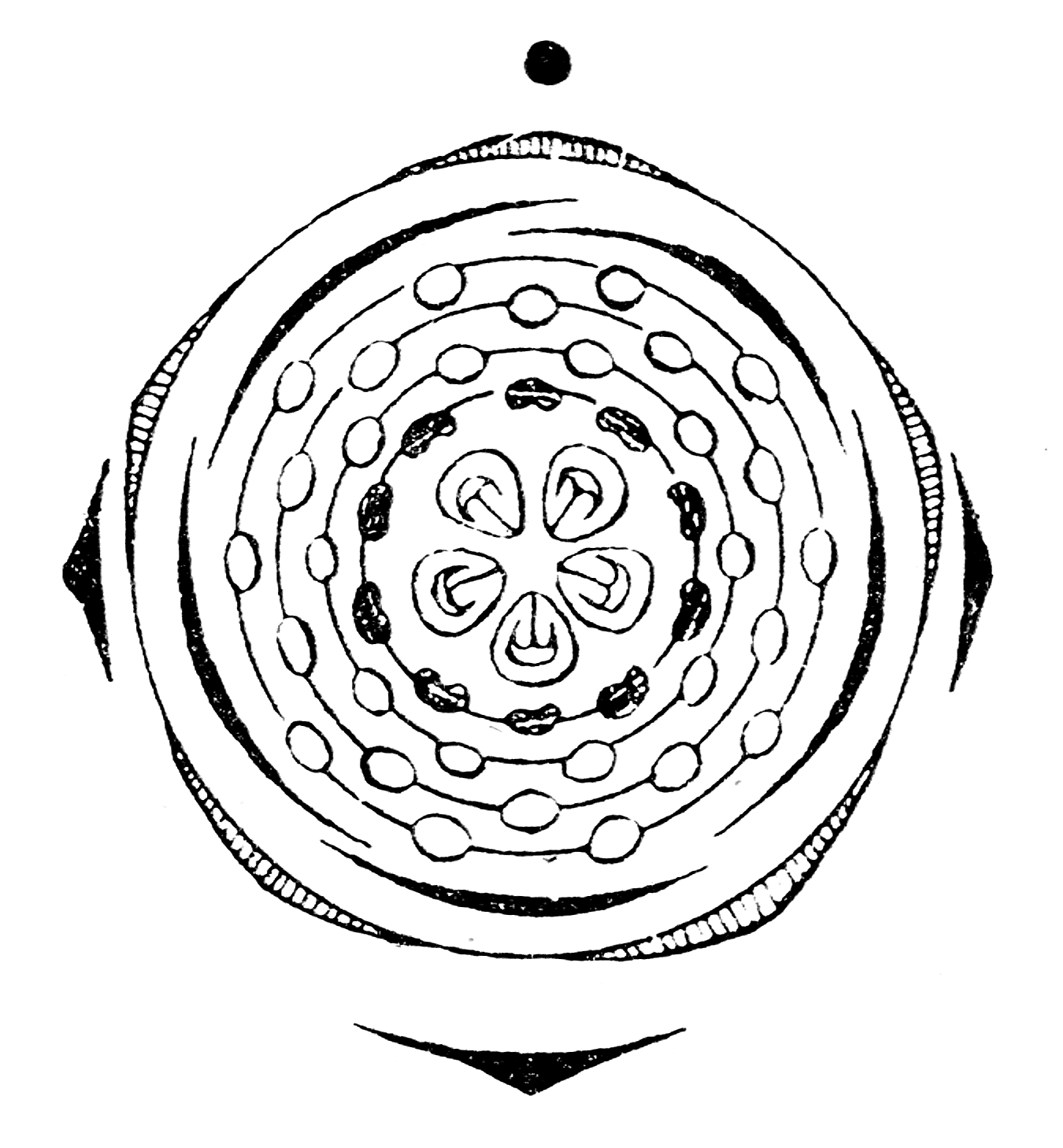
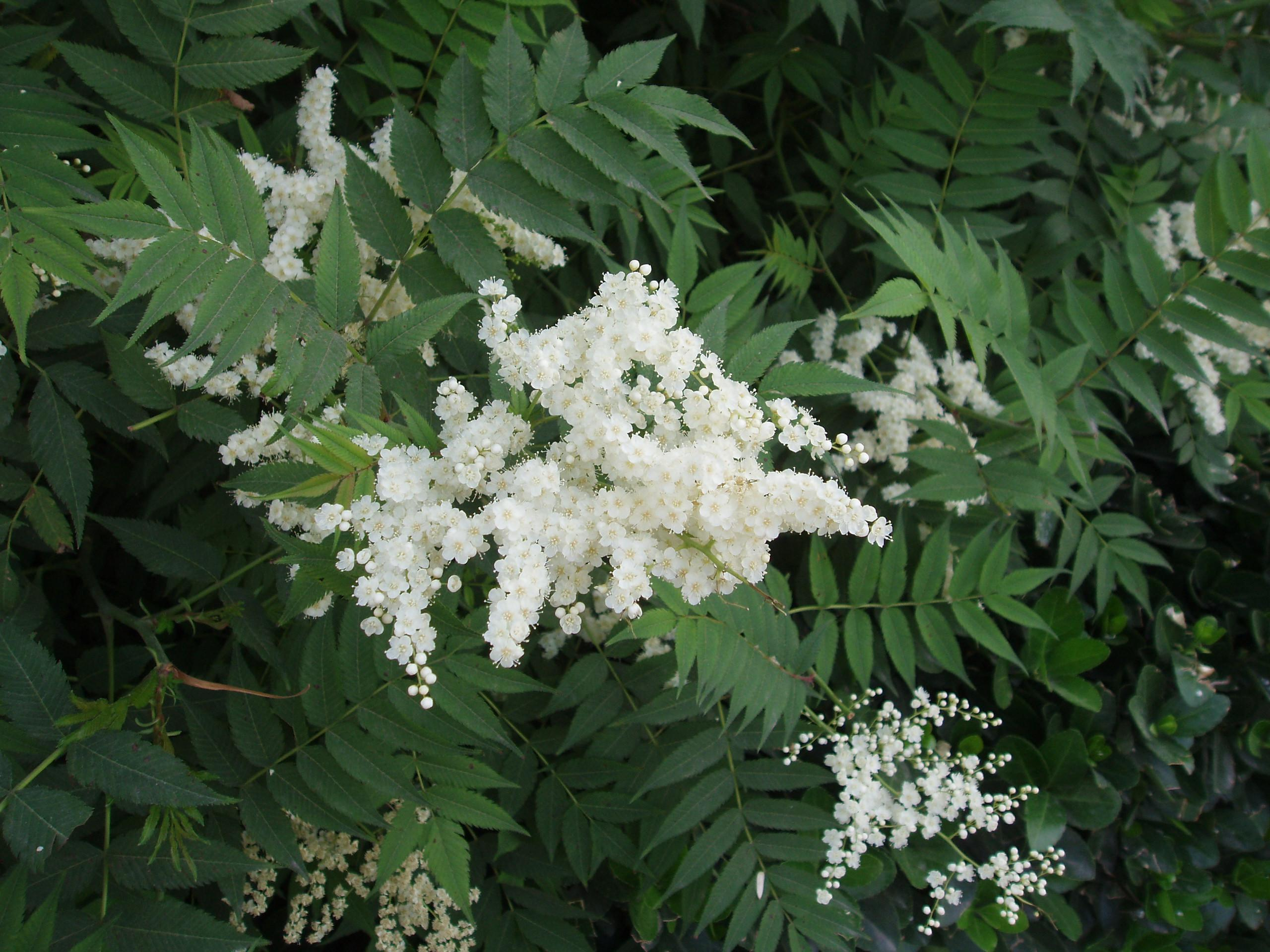
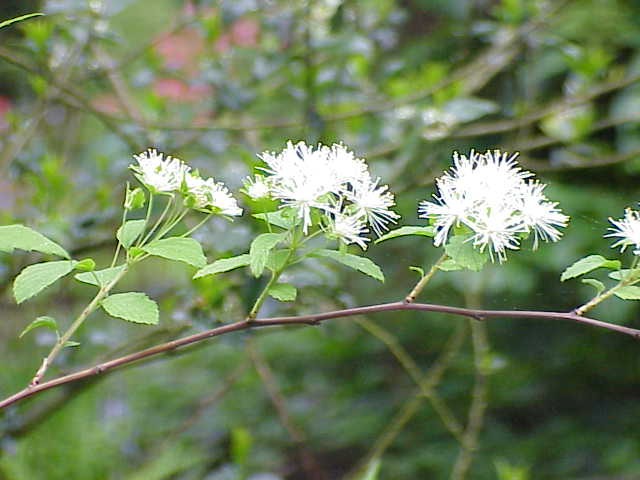
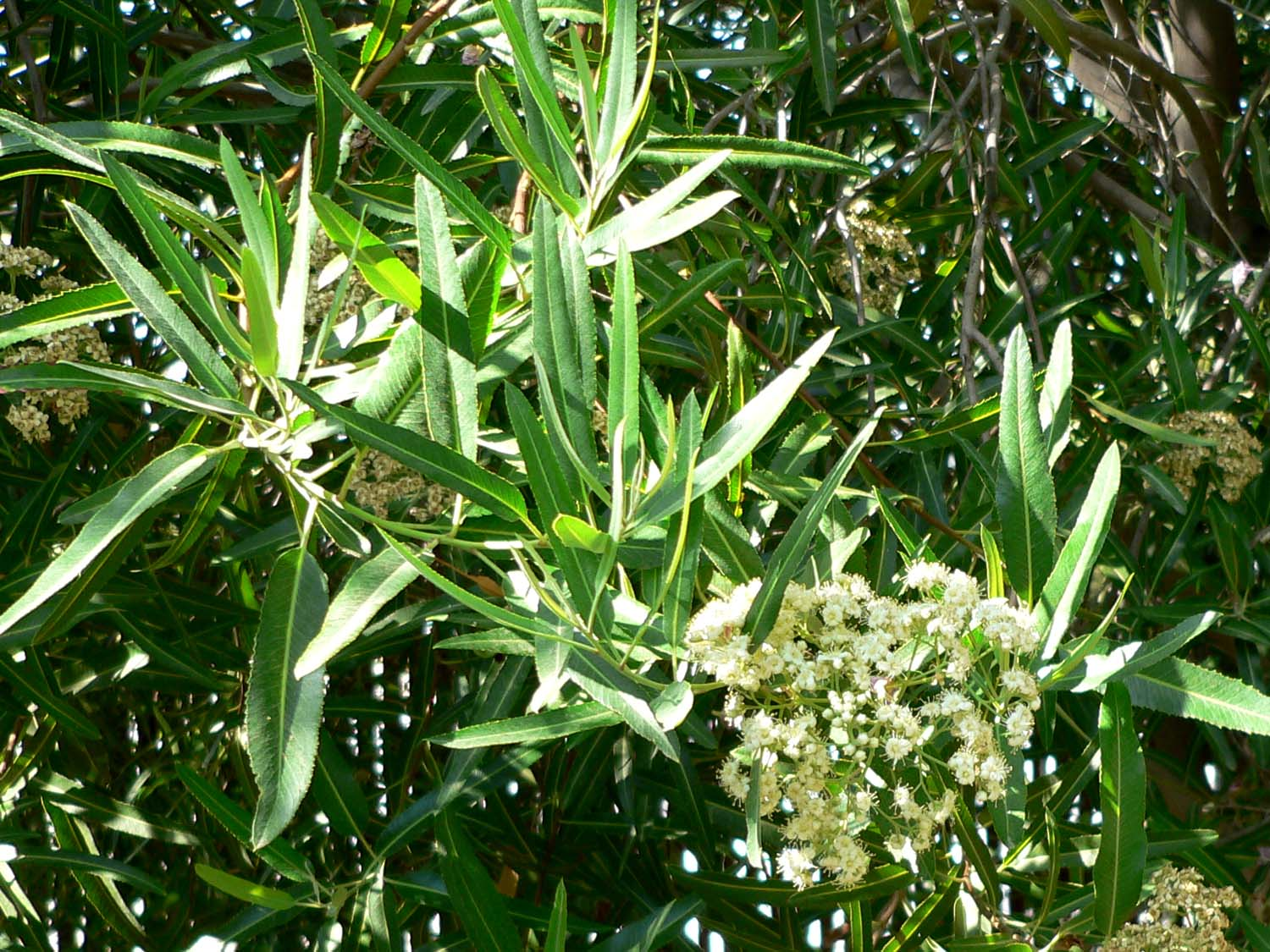